# Friedrich von Hellwald
Friedrich von Hellwald (Padova, 29 marzo 1842 – Cannstatt, 1º novembre 1892) è stato un geografo e storico austriaco.

## Biografia
Entrò nell'esercito austriaco nel 1858 e fu tenente di cavalleria (1866) nella guerra con la Prussia. Nel 1866 divenne redattore della rivista militare austriaca, Österreichische Militärische Zeitschrift. Nel 1872 si trasferì da Vienna a Cannstatt, dove successe Oscar Peschel come direttore principale di Das Ausland. Nel 1881 si dimese come redattore di Das Ausland.

## Opere
- Maximilian I, Kaiser von Mexiko (Maximilian I of Mexico, Emperor of Mexico, 1869).
- Kulturgeschichte in ihrer natürlichen Entwicklung bis zur Gegenwart (1896-98).
- Die Erde und ihre Völker (4ª edizione 1897).
- Die Russen in Centralasien. Eine Studie u̲ber die neueste Geographie und Geschichte Centralasiens (1873).[1]
- Naturgeschichte des Menschen (1883-84).
- Amerika in Wort und Bild (1883-85).
- Frankreich in Wort und Bild (1884-87).
- Hinterindische Länder und Völker. Reisen in den Flußgebieten des Irrawaddy und Mekong; in Birma, Annam, Kambodscha und Siam. (1880).
- Die menschliche Familie nach ihrer Entstehung und natürlichen Entwicklung (1889).
- Kulturbilder (1894), editore, Theodor Möller.